# Herrarnas kvaltävling i gymnastik vid olympiska sommarspelen 2008
Herrarnas kvaltävling i gymnastik vid olympiska sommarspelen 2008 hölls den 19 augusti i Beijing National Indoor Stadium. I varje gren kvalificerade sig de åtta främsta till de individuella tävlingarna i dessa grenar, dessutom kvalificerade sig 24 mångkampare samt de åtta främsta nationslagen till mångkampsfinal.

## Kvalresultat

### Topp 8 lag (kvalificerade till lagfinalen)
| Placering | Land      | Fristående | Bygelhäst | Ringar | Hopp   | Barr   | Räck   | Lagtotal |
| --------- | --------- | ---------- | --------- | ------ | ------ | ------ | ------ | -------- |
| 1:a       | Kina      | 60.925     | 61.200    | 62.850 | 65.325 | 63.300 | 61.075 | 374.675  |
| 2:a       | Japan     | 61.675     | 58.625    | 60.500 | 64.125 | 63.150 | 61.475 | 369.550  |
| 3:a       | Ryssland  | 60.475     | 57.400    | 60.625 | 64.300 | 63.100 | 60.325 | 366.225  |
| 4:a       | Sydkorea  | 61.025     | 59.450    | 60.225 | 63.725 | 63.650 | 57.600 | 365.675  |
| 5:a       | Tyskland  | 61.100     | 58.900    | 60.000 | 64.375 | 61.500 | 59.800 | 365.675  |
| 6:a       | USA       | 59.900     | 57.325    | 60.550 | 63.850 | 62.300 | 61.275 | 365.200  |
| 7:a       | Frankrike | 59.025     | 55.825    | 58.975 | 64.650 | 62.175 | 60.550 | 361.200  |
| 8:a       | Rumänien  | 61.175     | 55.900    | 59.850 | 65.325 | 60.050 | 57.050 | 359.350  |

### Totalkval
| Position | Gymnast                            | Fristående | Bygelhäst | Ringar | Hopp   | Barr   | Räck   | Totalt |
| -------- | ---------------------------------- | ---------- | --------- | ------ | ------ | ------ | ------ | ------ |
| 1:a      | Yang Wei (CHN)                     | 15.400     | 15.425    | 16.225 | 16.550 | 15.350 | 14.925 | 93.875 |
| 2:a      | Fabian Hambuechen (GER)            | 15.800     | 13.100    | 14.975 | 16.300 | 16.050 | 16.200 | 92.425 |
| 3:a      | Kim Dae-eun (KOR)                  | 15.500     | 14.725    | 15.450 | 16.050 | 16.050 | 14.625 | 92.400 |
| 4:a      | Kōhei Uchimura (JPN)               | 15.725     | 14.100    | 14.675 | 16.200 | 16.025 | 15.325 | 92.050 |
| 5:a      | Koki Sakamoto (JPN)                | 14.950     | 14.925    | 15.525 | 16.200 | 15.625 | 14.725 | 91.950 |
| 6:a      | Sergej Chorochordin (RUS)          | 14.975     | 14.800    | 15.075 | 15.725 | 15.875 | 15.350 | 91.800 |
| 7:a      | Jonathan Horton (USA)              | 15.350     | 13.925    | 15.325 | 15.950 | 15.525 | 15.575 | 91.650 |
| 8:a      | Chen Yibing (CHN)                  | 14.725     | 14.475    | 16.525 | 16.275 | 15.075 | 14.525 | 91.600 |
| 9:a      | Benoît Caranobe (FRA)              | 15.125     | 14.250    | 15.100 | 16.500 | 15.275 | 14.675 | 90.925 |
| 10:a     | Rafael Martínez (ESP)              | 15.550     | 14.800    | 14.325 | 15.750 | 15.100 | 15.275 | 90.800 |
| 11th     | Dmitrj Savitski (BLR)              | 14.375     | 14.525    | 15.175 | 16.300 | 15.700 | 14.575 | 90.650 |
| 12th     | Luis Rivera Rivera (PUR)           | 15.125     | 14.750    | 15.250 | 16.225 | 14.575 | 14.675 | 90.600 |
| 13th     | Maxim Devjatovskij (RUS)           | 15.300     | 13.300    | 15.375 | 15.825 | 15.425 | 15.125 | 90.350 |
| 14:a     | José Luis Fuentes Bustamante (VEN) | 14.150     | 15.525    | 14.850 | 15.675 | 15.375 | 14.750 | 90.325 |
| 15:a     | Flavius Koczi (ROU)                | 15.125     | 14.400    | 13.950 | 16.600 | 15.075 | 15.025 | 90.175 |
| 16:a     | Kim Soo-Myun (KOR)                 | 15.575     | 13.800    | 14.175 | 16.025 | 15.350 | 14.975 | 89.900 |
| 17:a     | Alexander Artemev (USA)            | 14.875     | 15.250    | 13.675 | 15.825 | 15.175 | 14.925 | 89.725 |
| 18:a     | Nathan Gafuik (CAN)                | 15.225     | 13.800    | 14.250 | 16.175 | 15.450 | 14.825 | 89.725 |
| 19:a     | Philipp Boy (GER)                  | 14.450     | 14.675    | 14.650 | 16.200 | 15.125 | 14.375 | 89.475 |
| 20:a     | Anton Fokin (UZB)                  | 14.325     | 14.725    | 14.825 | 15.625 | 16.150 | 13.625 | 89.275 |
| 21:a     | Adam Wong (CAN)                    | 14.900     | 14.375    | 14.500 | 15.650 | 15.125 | 14.575 | 89.125 |
| 22:a     | Daniel Keatings (GBR)              | 14.900     | 15.175    | 13.775 | 15.625 | 14.900 | 14.575 | 88.950 |
| 23:a     | Enrico Pozzo (ITA)                 | 14.800     | 14.325    | 14.250 | 15.700 | 14.750 | 14.850 | 88.675 |
| 24:a     | Thomas Bouhail (FRA)               | 15.125     | 13.850    | 13.700 | 16.625 | 14.675 | 14.575 | 88.550 |

- Hiroyuki Tomita (JPN) (6:a plats)
- Yury Ryazanov (RUS) (17:a plats)
- Yang Tae Young (KOR) (22:a plats)
- Dimitri Karbanenko (FRA) (Reserv)

#### Reserver
- Alexandr Shatilov (ISR) (29:a plats)
- Matteo Morandi (ITA) (31:a plats)
- Daniel Popescu (ROU) (32:a plats)
- Denis Savenkov (BEL) (33:a plats)

### Fristående kvalificerade
| Placering | Gymnast                  | A-poäng | B-poäng | Straff | Totalt |
| --------- | ------------------------ | ------- | ------- | ------ | ------ |
| 1:a       | Diego Hypólito (BRA)     | 6.600   | 9.350   |        | 15.950 |
| 2:a       | Marian Drăgulescu (ROU)  | 6.900   | 9.025   |        | 15.925 |
| 3:a       | Gervasio Deferr (ESP)    | 6.500   | 9.325   |        | 15.825 |
| 4:a       | Fabian Hambuechen (GER)  | 6.500   | 9.300   |        | 15.800 |
| 5:a       | Kōhei Uchimura (JPN)     | 6.500   | 9.225   |        | 15.725 |
| 6:a       | Zou Kai (CHN)            | 6.700   | 9.100   | 0.100  | 15.700 |
| 7:a       | Anton Golotsutskov (RUS) | 6.500   | 9.100   |        | 15.600 |
| 8:a       | Alexandr Shatilov (ISR)  | 6.600   | 9.000   |        | 15.600 |

#### Reserver
- Kim Soomyun (KOR) (9:a plats: 6.700 A,  8.875 B, 15.575 Total)
- Rafael Martínez (ESP) (10:a plats: 6.400 A, 9.150 B, 15.550 Total)
- Kyle Shewfelt (CAN) (11th plats: 6.500 A, 9.025 B, 15.525 Total)

### Hopp-kvalificerade
| Placering | Gymnast                  | Hopp 1  | Hopp 1  | Hopp 1 | Hopp 1   | Hopp 2  | Hopp 2  | Hopp 2 | Hopp 2   | Totalt |
| Placering | Gymnast                  | A-poäng | B-poäng | Straff | Hoppoäng | A-poäng | B-poäng | Straff | Hoppoäng | Totalt |
| --------- | ------------------------ | ------- | ------- | ------ | -------- | ------- | ------- | ------ | -------- | ------ |
| 1         | Marian Drăgulescu (ROU)  | 7.000   | 9.625   |        | 16.625   | 7.200   | 9.700   |        | 16.900   | 16.762 |
| 2         | Thomas Bouhail (FRA)     | 7.000   | 9.625   |        | 16.625   | 7.000   | 9.700   |        | 16.700   | 16.662 |
| 3         | Leszek Blanik (POL)      | 7.000   | 9.700   |        | 16.700   | 7.000   | 9.475   |        | 16.475   | 16.587 |
| 4         | Dmitry Kasperovich (BLR) | 7.000   | 9.500   |        | 16.500   | 7.000   | 9.675   |        | 16.675   | 16.587 |
| 5         | Flavius Koczi (ROU)      | 7.000   | 9.600   |        | 16.600   | 7.00    | 9.575   |        | 16.575   | 16.587 |
| 6         | Anton Golotsutskov (RUS) | 7.000   | 9.550   |        | 16.550   | 7.000   | 9.600   |        | 16.600   | 16.575 |
| 7         | Benoît Caranobe (FRA)    | 7.000   | 9.500   |        | 16.500   | 7.000   | 9.375   |        | 16.375   | 16.437 |
| 8         | Isaac Botella (ESP)      | 6.600   | 9.450   |        | 16.050   | 6.600   | 9.500   |        | 16.100   | 16.075 |

#### Reserver
- Kyle Shewfelt (CAN) (6.600 A, 9.750 B)
- Fabian Hambuechen (GER) (6.600 A, 9.700 B)
- Vlasios Maras (GRE) (6.600 A, 9.425 B, 0.100 Penalty)

### Barr-kvalificerade
| Placering | Gymnast                 | A-poäng | B-poäng | Straff | Totalt |
| --------- | ----------------------- | ------- | ------- | ------ | ------ |
| 1:a       | Li Xiaopeng (CHN)       | 6.900   | 9.525   |        | 16.425 |
| 2:a       | Nikolay Kryukov (RUS)   | 6.800   | 9.375   |        | 16.175 |
| 3:a       | Anton Fokin (UZB)       | 6.800   | 9.350   |        | 16.150 |
| 4:a       | Yoo Won-Chul (KOR)      | 7.000   | 9.150   |        | 16.150 |
| 5:a       | Mitja Petkovšek (SLO)   | 6.600   | 9.525   |        | 16.125 |
| 6:a       | Yang Tae-Young (KOR)    | 7.000   | 9.100   |        | 16.100 |
| 7:a       | Huang Xu (CHN)          | 7.000   | 9.075   |        | 16.075 |
| 8:a       | Fabian Hambuechen (GER) | 6.900   | 9.150   |        | 16.050 |

### Räck-kvalificerade
| Position | Gymnast                 | A Score | B Score | Total  |
| -------- | ----------------------- | ------- | ------- | ------ |
| 1:a      | Fabian Hambuechen (GER) | 7.000   | 9.200   | 16.200 |
| 2:a      | Igor Cassina (ITA)      | 6.800   | 9.200   | 16.000 |
| 3:a      | Yann Cucherat (FRA)     | 6.900   | 8.950   | 15.850 |
| 4:a      | Epke Zonderland (NED)   | 7.100   | 8.650   | 15.750 |
| 5:a      | Zou Kai (CHN)           | 7.000   | 8.600   | 15.600 |
| 6:a      | Jonathan Horton (USA)   | 6.400   | 9.175   | 15.575 |
| 7:a      | Hiroyuki Tomita (JPN)   | 6.600   | 8.950   | 15.550 |
| 8:a      | Takuya Nakase (JPN)     | 6.600   | 8.850   | 15.450 |

### Ringar-kvalificerade
| Placering | Gymnast                        | A-poäng | B-poäng | Totalt |
| --------- | ------------------------------ | ------- | ------- | ------ |
| 1:a       | Chen Yibing (CHN)              | 7.300   | 9.225   | 16.525 |
| 2:a       | Yordan Yovchev (BUL)           | 7.300   | 8.975   | 16.275 |
| 3:a       | Oleksandr Vorobiov (UKR)       | 7.200   | 9.050   | 16.250 |
| 4:a       | Yang Wei (CHN)                 | 7.300   | 8.925   | 16.225 |
| 5:a       | Matteo Morandi (ITA)           | 7.100   | 8.925   | 16.025 |
| 6:a       | Andrea Coppolino (ITA)         | 6.800   | 9.175   | 15.975 |
| 7:a       | Danny Pinheiro Rodrigues (FRA) | 7.200   | 8.600   | 15.800 |
| 8:a       | Robert Stanescu (ROU)          | 7.000   | 8.750   | 15.750 |

### Bygelhäst-kvalificerade
| Placering | Gymnast                            | A-poäng | B-poäng | Totalt |
| --------- | ---------------------------------- | ------- | ------- | ------ |
| 1:a       | Xiao Qin (CHN)                     | 6.400   | 9.600   | 16.000 |
| 2:a       | José Luis Fuentes Bustamante (VEN) | 6.500   | 9.025   | 15.525 |
| 3:a       | Filip Ude (CRO)                    | 6.400   | 9.075   | 15.475 |
| 4:a       | Yang Wei (CHN)                     | 6.100   | 9.325   | 15.425 |
| 5:a       | Louis Smith (GBR)                  | 6.500   | 8.825   | 15.325 |
| 6:a       | Alexander Artemev (USA)            | 6.100   | 9.150   | 15.250 |
| 7:a       | Hiroyuki Tomita (JPN)              | 6.100   | 9.075   | 15.175 |
| 8:a       | Kim Ji-Hoon (KOR)                  | 6.100   | 9.075   | 15.175 |

## Subdivision 1

### Lag
| Placering | Land    | Fristående   | Bygelhäst    | Ringar       | Hopp         | Barr         | Räck         | Lagtotal |
| --------- | ------- | ------------ | ------------ | ------------ | ------------ | ------------ | ------------ | -------- |
| 1         | USA     | 59.900 (2:a) | 57.325 (1:a) | 60.550 (2:a) | 63.850 (2:a) | 62.300 (1:a) | 61.275 (1:a) | 365.200  |
| 2         | Spanien | 61.000 (1:a) | 56.650 (3:a) | 60.150 (3:a) | 63.950 (1:a) | 59.350 (2:a) | 56.825 (3:a) | 357.925  |
| 3         | Italien | 57.250 (3:a) | 56.950 (2:a) | 61.875 (1:a) | 63.125 (3:a) | 57.225 (3:a) | 59.075 (2:a) | 355.500  |

### Individuellt
| Placering | Gymnast                  | Fristående | Bygelhäst | Ringar | Hopp   | Barr   | Räck   | Totalt |
| --------- | ------------------------ | ---------- | --------- | ------ | ------ | ------ | ------ | ------ |
| 1         | Jonathan Horton (USA)    | 15.350     | 13.925    | 15.325 | 15.950 | 15.525 | 15.575 | 91.650 |
| 2         | Rafael Martínez (ESP)    | 15.550     | 14.800    | 14.325 | 15.750 | 15.100 | 15.275 | 90.800 |
| 3         | Alexander Artemev (USA)  | 14.875     | 15.250    | 13.675 | 15.825 | 15.175 | 14.925 | 89.725 |
| 4         | Anton Fokin (UZB)        | 14.325     | 14.725    | 14.825 | 15.625 | 16.150 | 13.625 | 89.275 |
| 5         | Daniel Keatings (GBR)    | 14.900     | 15.175    | 13.775 | 15.625 | 14.900 | 14.575 | 88.950 |
| 6         | Enrico Pozzo (ITA)       | 14.800     | 14.325    | 14.250 | 15.700 | 14.750 | 14.850 | 88.675 |
| 7         | Alexander Shatilov (ISR) | 15.600     | 13.825    | 14.075 | 15.575 | 14.500 | 14.225 | 87.800 |
| 8         | Matteo Morandi (ITA)     | 14.175     | 13.700    | 16.025 | 16.100 | 13.725 | 13.850 | 87.575 |
| 9         | Claudio Capelli (SUI)    | 13.600     | 14.475    | 14.375 | 15.325 | 14.100 | 14.675 | 86.550 |
| 10        | Sergio Muñoz (ESP)       | 14.575     | 12.700    | 15.150 | 16.100 | 13.675 | 13.300 | 85.500 |
| 11        | Louis Smith (GBR)        | 13.700     | 15.325    | 13.325 | 15.375 | 13.425 | 14.175 | 85.325 |
| 12        | Jorge Hugo Giraldo (COL) | 14.200     | 13.350    | 13.950 | 15.150 | 14.025 | 13.975 | 84.650 |
| 13        | Mohamed Srour (EGY)      | 13.450     | 13.250    | 12.675 | 15.325 | 12.375 | 14.125 | 81.200 |
| 14        | Joseph Hagerty (USA)     | 15.275     | 13.925    | N/A    | 15.700 | 15.350 | 15.400 | 75.650 |
| 15        | Justin Spring (USA)      | 14.400     | N/A       | 14.175 | 15.900 | 15.800 | 15.375 | 75.650 |
| 16        | Raj Bhavsar (USA)        | 14.175     | 14.050    | 15.325 | 16.175 | 15.625 | N/A    | 75.350 |
| 17        | Iván San Miguel (ESP)    | N/A        | 13.775    | 15.200 | 16.050 | 14.375 | 14.525 | 73.925 |
| 18        | Manuel Carballo (ESP)    | 14.650     | 14.475    | 14.900 | N/A    | 15.275 | 13.025 | 72.325 |
| 19        | Andrea Coppolino (ITA)   | 14.025     | 12.925    | 15.975 | 14.825 | 13.675 | N/A    | 71.425 |
| 20        | Matteo Angioletti (ITA)  | 14.250     | N/A       | 15.625 | 16.500 | N/A    | 13.575 | 59.950 |
| 21        | Isaac Botella (ESP)      | 14.975     | 13.600    | 14.900 | 16.050 | N/A    | N/A    | 59.525 |
| 22        | Gervasio Deferr (ESP)    | 15.825     | N/A       | N/A    | 15.075 | 14.600 | 13.725 | 59.225 |
| 23        | Alberto Busnari (ITA)    | 13.525     | 15.125    | N/A    | N/A    | 14.625 | 14.375 | 57.650 |
| 24        | Kai Wen Tan (USA)        | N/A        | 14.100    | 15.725 | N/A    | N/A    | 14.425 | 44.250 |
| 25        | Igor Cassina (ITA)       | N/A        | 13.800    | N/A    | 0.000  | 14.125 | 16.000 | 43.925 |
| 26        | Nashwan Al-Harazi (YEM)  | 13.250     | 12.525    | N/A    | 15.400 | N/A    | N/A    | 41.175 |
| 27        | Vlasios Maras (GRE)      | N/A        | N/A       | N/A    | 15.925 | N/A    | 13.975 | 29.900 |
| 28        | Ilia Giorgadze (GEO)     | 14.625     | N/A       | N/A    | N/A    | 15.150 | N/A    | 29.775 |
| 29        | Christoph Schärer (SUI)  | N/A        | 13.150    | N/A    | N/A    | N/A    | 15.350 | 28.500 |
| 30        | Leszek Blanik (POL)      | N/A        | N/A       | N/A    | 16.700 | N/A    | N/A    | 16.700 |
| 31        | Epke Zonderland (NED)    | N/A        | N/A       | N/A    | N/A    | N/A    | 15.750 | 15.750 |